# وقاية مضادة للميكروبات
يشير مصطلح الوقاية المضادة للميكروبات إلى الوقاية من مضاعفات العدوى باستخدام علاج مضاد للميكروبات (المضادات الحيوية الأكثر شيوعًا).
يشيع استخدام العلاج الوقائي بالمضادات الحيوية قبل جراحة الأسنان أو الجراحة الطبية، ومع ذلك ، يمكن استخدامها في حالات أخرى، مثل: ما قبل الاتصال الجنسي للمرضى الذين يعانون من التهابات المسالك البولية المتكررة.
وقد تنشأ البكتيريا حتى في حالة الالتزام باستخدام التقنيات المعقمة في العمليات الجراحية وميكروبات أخرى في الدم (مما يتسبب في تجرثم الدم)، حيث قد تستوطن في أجزاء مختلفة في الجسم وتنقل العدوى فيها.
قد تكون المضادات الحيوية ذات تأثير في الحد من حدوث مثل هذه الإصابات. وينبغي تعاطي المرضى مضادات الميكروبات إذا كانت الحالة الطبية أو العملية الجراحية مقترنة بخطر الإصابة بالعدوى أو إذا تسببت عدوى ما بعد الجراحة في مخاطر شديدة على تعافي المريض أو تحسن حالته.

## العدوى الميكروبية
قد تعرض عدوى الجرح (السطحية أو العميقة) وعدوى المسالك البولية (الناتجة عن قثطار المثانة الذي يتم إدخاله لإجراء العملية الجراحية)، والالتهاب الرئوي (بسبب ضعف التنفس/السعال الناتج عن التخدير وتسكين الألم أثناء الساعات القليلة الأولى للتعافي) صحة المرضى للخطر بعد إجراء العملية الجراحية. وأسوأ ما يحدث بعد العمليات الجراحية هي الإصابات البكتيرية في أماكن الأجسام الغريبة (خيط جراحي والمواد الاصطناعية والمفاصل البديلة وأجهزة تنظيم ضربات القلب وغيره). فغالبًا ما تتسبب نتائج هذه العمليات المذكورة في خطورة على حياة المريض.

## الوقاية من العدوى البكتيرية
قد ثبت عالميًا عن طريق التجربة أن مضادات الميكروبات في العمليات الجراحية ذات تأثير فعال وجيدة من حيث التكلفة، وهو ما يجنب المريض المعاناة الشديدة بينما تحافظ على حياته (شريطة أن يتم اختيار المضادات الحيوية بعناية واستخدامها بأفضل معرفة طبية حديثة).

### اختيار المضادات الحيوية
يعمل النظام العلاجي المناسب باستخدام المضادات الحيوية للوقاية أثناء فترة الجراحة من المضاعفات الإنتانية على تقليل كمية مضادات الميكروبات اللازمة ويخفف العبء عن المستشفيات. فينبغي أن تتم عملية اختيار المضادات الحيوية طبقًا للبيانات المذكورة في علم الصيدلة وعلم الأحياء الدقيقة والخبرة الطبية والاقتصاد. وينبغي اختيار الأدوية ذات المدى المناسب المضاد لـ البكتيريا المسببة للأمراض التي قد يتعرض لها المريض، وينبغي أن يتم اختيار المضادات الحيوية ذات الحرائك الدوائية التي تضمن مستويات كافية من مصل الدم والأنسجة طوال فترة المخاطر.
وفيما يتعلق بالوقاية العلاجية أثناء العملية الجراحية، يجب استخدام المضادات الحيوية بالتناسب مع قدرة التحمل. ويظل سيفالوسبورين من الأدوية المفضلة في الوقاية أثناء فترة العملية الجراحية بسبب انخفاض نسبة السمومية بها. ويبدو أن المضادات الحيوية الجهازية الوريدية أكثر ملاءمة من المضادات التي يتم تناولها عن طريق الفم أو المضادات الحيوية الموضعية وذلك لأن اختيار المضادات الحيوية يجب أن يصل إلى تركيز عالٍ في جميع مواقع الخطر. ومن المعروف جيدًا أن المضادات الحيوية واسعة المدى على الأرجح تمنع إنتان بكتيريا سلبية الغرام. وتُظهر البيانات الجديدة أن الجيل الثالث من السيفالوسبورينات أكثر فعالية من الجيل الأول والثاني إذا ما أُخذت جميع المضاعفات المعدية في فترة الجراحة بعين الاعتبار. وعادة ما يستخدم جراحو الجلدية المضادات الحيوية لمنع التهاب الشغاف البكتيري. وتشير دراسات أجريت سابقًا إلى انخفاض مخاطر الإصابة بالتهاب الشغاف عقب الجراحة الجلدية، لذا فإن استخدام المضادات الحيوية من أجل الوقاية هو أمر مثير للجدل. ومع ذلك فإن هذه الممارسة غير مناسبة للمرضى أصحاب الحالات الخطيرة عندما يكون الجلد ملوثًا، فمن غير المستحسن استخدام هذه المضادات مع الجلد غير المنجرف أو المتآكل.

### مدة تعاطي المضادات الحيوية
ينبغي تقصير مدة الوقاية العلاجية بقدر الإمكان لتقليل خطر الآثار السلبية الشديدة أو التطور الخطير لمقاومة المرض. ويعد الحد الأدنى لتعاطي المضادات الحيوية هو جرعة واحدة وعادة ما ينتج عنها تأثيرات سلبية أقل من الجرعات المتعددة وغالبًا ما يمثل في الوقت ذاته النموذج الأكثر اقتصادًا لتعاطي المضادات الحيوية. وهناك جدل حول الوقاية العلاجية بالمضادات الحيوية من مجموعة الفلوروكوينولون مع المرضى الذين يعانون من قلة العدلات حيث إن لها فائدة قليلة، على سبيل المثال، لا يحدث انخفاض في معدل الوفيات وذلك لأن المخاطر غالبًا ما تفوق مميزات الدواء.
الهدف من العلاج الوقائي بمضادات الميكروبات هو تحقيق ما يكفي من تركيزات المضادة الحيوية في الأنسجة قبل التلوث المحتمل في الأنسجة ذات الصلة ولضمان مستوى مناسب في إجراءات العملية لمنع نمو البكتيريا اللاحقة. ويعد توقيت تعاطي المضادات الحيوية قصيرة المفعول ذا أهمية بالغة للنجاح في الوقاية العلاجية أثناء الجراحة، ويعد النشاط المستمر لمضاد الميكروبات في العملية أمرًا ضروريًا؛ عند استمرار العملية الجراحية لمدة طويلة فلا بد من الحفاظ على مستوى مناسب لأنسجة المضادات الحيوية. ويمكن تحقيق ذلك إما عن طريق تكرار التعاطي أو عن طريق إعطاء جرعة واحدة من مضادات الميكروبات طويلة المفعول.
أيضًا عن طريق تمديد مفعول مضادات الميكروبات لبضع ساعات بعد المدة الفعلية لإجراء العملية، ومن الممكن الحد من معدل الإصابة في فترة الجراحة للمضاعفات البولية والإنتانية بدرجة كبيرة (شريطة أن يتم اختيار مضاد حيوي مناسب واسع المفعول).

### مميزات المضادات الحيوية طويلة المفعول
تقدم المضادات الحيوية طويلة المفعول وواسعة المدى المميزات التالية عن طريق المقارنة مع مضادات الميكروبات قصيرة المدى في العلاج الوقائي لفترة الجراحة:
- جرعة واحدة تكفي لتغطية الفترة الكلية لمخاطر الجراحة - حتى لو تأخرت العملية أو استمرت لمدة طويلة - وذلك فيما يتعلق بإصابات الجهاز التنفسي
- ليس من الضروري تكرار تعاطي الوقاية العلاجية، لذلك فإن الجرعات الإضافية أقل عرضة للنسيان (وهذه ميزة ذات قيمة عملية في مواقف العمل المشغولة مثل المستشفيات).
- خطورة أقل عند تطور المقاومة وآثار جانبية أقل.
- زيادة الالتزام وتقليل أخطاء التعاطي.
- وربما أفضل من حيث التكلفة (تكلفة أقل للمواد والعمالة، ومضاعفات أقل للإنتان أثناء فترة الجراحة).